# Малкълм и Мари
„Малкълм и Мари“ (на английски: Malcolm & Marie) е американска черно-бяла романтична драма от 2021 г., написана, продуцирана и режисирана от Сам Левинсън. Във филма участват Зендая и Джон Дейвид Уошингтън (които също служат като продуценти), и се разказва за един сценарист-режисьор и неговата приятелка, чиято връзка се тества в нощта на премиерата на последния филм, които изплуват откровения за себе си. Проектът е първият холивудски пълнометражен филм да бъде написан, финансиран и продуциран по време на пандемията от COVID-19, и снимачния процес се проведе тайно през юни до юли 2020 г. Американският музикант Кид Къди служи като изпълнителен продуцент на филма.
„Малкълм и Мари“ получи ограничено издание на 29 януари 2021 г., преди да е пуснат дигитално на 5 февруари 2021 г. от „Нетфликс“. Филмът получи смесени отзиви от критиците, които похвалиха изпълненията на Зендая и Уошингтън и режисурата на Левинсън, но критикуваха сценария. За изпълнението си, Зендая е номинирана за най-добра актриса 26-тата церемония на наградите „Изборът на критиците“.